# 윤형권
윤형권(尹亨權, 1963년 3월 2일 ~ )은 대한민국의 제2대 세종특별자치시 태권도협회장이다. 
제2·3대 세종특별자치시의원을 역임했다.

## 학력
- 논산중학교
- 공주고등학교
- 원광대학교 분자생물학과
- 공주대학교 대학원 체육교육학 석사
- 공주대학교 일반대학원 체육교육학과 교육학 박사 졸업

## 경력
- 한국일보 기자
- 세종포스트 대표이사
- 대전일보 정치행정부 차장
- 세종참여자치시민연대 창립회원
- 2014.07 ~ 2018.06 제2대 세종특별자치시의회 의원
- 2014.07 ~ 2016.07 제2대 세종특별자치시의회 전반기 부의장
- 2014.07 ~ 2016.07 제2대 세종특별자치시의회 전반기 행정복지위원회 위원
- 2014.07 ~ 2016.07 제2대 세종특별자치시의회 전반기 교육위원회 위원
- 2014.07 ~ 2016.07 제2대 세종특별자치시의회 전반기 산업건설위원회 위원
- 2014.07 ~ 2016.07 제2대 세종특별자치시의회 전반기 예산결산특별위원회 위원
- 2014.07 ~ 2016.07 제2대 세종특별자치시의회 전반기 의회운영위원회 위원
- 2014.09 ~ 2014.09 제2대 세종특별자치시의회 행정복지위원회 행정사무감사 위원
- 2015.06 ~ 2018.03 제2대 세종특별자치시의회 공공시설물인수점검특별위원회 위원
- 2016.06 ~ 2016.06 제2대 세종특별자치시의회 행정복지위원회 행정사무감사 위원
- 2016.06 ~ 2016.06 제2대 세종특별자치시의회 교육위원회 행정사무감사 위원
- 2016.07 ~ 2018.06 제2대 세종특별자치시의회 후반기 산업건설위원회 위원
- 2016.07 ~ 2018.06 제2대 세종특별자치시의회 후반기 교육위원회 위원
- 2016.07 ~ 2018.06 제2대 세종특별자치시의회 후반기 예산결산특별위원회 위원
- 2016.07 ~ 2017.11 제2대 세종특별자치시의회 세종시 교육환경개선을위한특별위원회 위원장
- 2016.07 ~ 2016.10 제2대 세종특별자치시의회 대중교통운영개선특별위원회 위원
- 2017.05 ~ 2017.05 제2대 세종특별자치시의회 산업건설위원회 행정사무감사 위원
- 2017.05 ~ 2017.06 제2대 세종특별자치시의회 교육위원회 행정사무감사 위원
- 2017.09 ~ 2018.12 제2대 세종특별자치시의회 행정수도완성개헌을위한특별위원회 위원
- 2018.07 ~ 2020.01 제3대 세종특별자치시의회 의원
- 2018.07 ~ 2020.01 제3대 세종특별자치시의회 전반기 의회운영위원회 위원
- 2018.07 ~ 2020.01 제3대 세종특별자치시의회 전반기 교육안전위원회 위원
- 2018.07 ~ 2020.01 제3대 세종특별자치시의회 전반기 예산결산특별위원회 위원
- 2018.07 ~ 2020.01 제3대 세종특별자치시의회 전반기 윤리특별위원회 위원장
- 2018.07 ~ 2018.07 제3대 세종특별자치시의회 전반기 예산결산특별위원회 권한대행 위원장
- 2018.09 ~ 2018.09 제3대 세종특별자치시의회 의회운영위원회 행정사무감사 위원
- 2018.12 ~ 2019.12 제3대 세종특별자치시의회 행정수도완성개헌을위한특별위원회 위원장
- 2019.05 ~ 2019.05 제3대 세종특별자치시의회 교육안전위원회 행정사무감사 위원
- 2020.03.23 더불어민주당 탈당
- 2020.12.24 제2대 세종특별자치시 태권도협회장 당선

무소속이다.

## 역대 선거 결과
|  | 46.34% |

|  | 63.86% |

|  | 3.48% |